# Girolamo Maiorica
Girolamo Maiorica (tiếng Bồ Đào Nha: Jerônimo Majorica; chữ Nôm: 梅烏理哥, Mai Ô Lý Ca; 1591–1656) là một nhà truyền giáo Dòng Tên người Ý sang Việt Nam vào thế kỷ 17. Ông được biết đến là người chủ trương và thực hiện biên soạn nhiều tác phẩm Công giáo bằng chữ Nôm với sự cộng tác của các giáo hữu Việt Nam. Maiorica là một trong những người đầu tiên viết văn xuôi bằng chữ Nôm, những tác phẩm này được xem là có vai trò độc đáo trong lịch sử văn học Việt Nam.

## Tiểu sử
Maiorica sinh quán tại Napoli, miền Nam nước Ý, có thể vào năm 1581, 1589, hoặc 1591. Ông gia nhập Dòng Tên ngày 19 tháng 5 năm 1605. Ông được Hồng y Roberto Bellarmino truyền chức linh mục tại Roma trước khi khởi hành từ Lisboa sang Viễn Đông năm 1619.
Thoạt tiên Maiorica dừng ở Goa rồi mới tới Ma Cao nhưng chủ đích là sang truyền giáo ở Nhật Bản. Song năm 1619 Nhật Bản bắt đầu cuộc bách đạo nên ông đổi hướng đến Makassar, ngụ ở đó một năm. Sau ông lại về Ma Cao.

### Đến Đàng Trong
Maiorica đáp thuyền tới Hội An ở Đàng Trong năm 1624 cùng chuyến với Alexandre de Rhodes và ba giáo sĩ Dòng Tên nữa. Trong khi de Rhodes theo học Francisco de Pina (1585–1625) thì Maiorica học tiếng Việt tại cơ sở Dòng Tên ở Nước Mặn (nay là An Nhơn, Bình Định). Ông truyền giáo tại Đàng Trong đến 1628 thì nhà dòng gửi ông về Ma Cao lần nữa để sửa soạn đi Nhật Bản, nhưng vì bão, chuyến đi Nhật Bản không thành. Năm 1630, ông đi Chăm Pa và bị bắt giam. May có thương gia người Bồ Đào Nha chịu chuộc để thả ông, Maiorica qua ngả Campuchia để về lại Cửa Hàn.

### Ra Đàng Ngoài
Ngày 19 tháng 10 năm 1631, ông ra Đàng Ngoài đến Thăng Long cùng với Bernardino Reggio. Năm sau, Maiorica và Reggio mở nhà in sách giáo lý chữ Hán của Matteo Ricci và bài biện giáo của Francesco Buzomi; nhà in bị phá hủy vài tháng sau đó. Maiorica ra Kẻ Rum, xứ Nghệ, để tiếp tục hoạt động ở thôn quê. Ông ngừng viết sách vào đầu những năm 1640 vì công việc mục vụ càng lớn. Vào những năm 1650, ông nhậm chức bề trên vùng truyền giáo Đàng Ngoài tại Thăng Long và được đặt làm Giám tỉnh Nhật Bản (gồm cả Đàng Ngoài, Đàng Trong, Makassar, Campuchia, và đảo Hải Nam) vào năm 1653. Tuy Tỉnh Dòng này thường đóng tại Ma Cao, nhưng Maiorica điều hành tỉnh dòng từ Thăng Long. Tháng 1 năm 1656, ông bị bệnh tại Thanh Hóa và qua đời ngày 27 tháng 1 năm 1656 tại Thăng Long.

## Đóng góp ngữ học
Ngoại trừ một tác phẩm chưa xác định được danh tính tác giả, tất cả những tác phẩm Kitô giáo chữ Nôm thế kỷ 17 mà còn lưu truyền đến nay đều là của Maiorica. Chúng được coi là một cứ liệu quan trọng để nghiên cứu chữ Nôm, phương ngữ, từ vựng và ngữ âm lịch sử của tiếng Việt. Về phần đặc ngữ Công giáo, để dịch các khái niệm thần học, Maiorica chọn những từ ngữ bình dân thay vì các từ Hán Việt có lẽ được mượn trực tiếp từ đoàn truyền giáo Dòng Tên tại Trung Quốc, ví dụ như Đức Chúa Trời Đất thay vì Thiên Địa Chân Chúa, hay Mình Thánh thay vì Thánh Thể. Ông cũng sử dụng những từ ngữ sau này sẽ trở nên thông dụng như sự thương khó, rỗi linh hồn, tin kính, khiêm nhường chịu lụy, hằng sống, cả sáng v.v.

## Tác phẩm

### Quá trình khảo cứu tác phẩm
Các sử gia đã đề cập tới những công trình của Maiorica ngay từ giữa thế kỷ 17. Không lâu sau khi ông mất, hai ấn phẩm chính thức của Dòng Tên vào khoảng năm 1660–1673 và năm 1676 cũng liệt kê các sách ông viết. Trong gần ba trăm năm sau đó, rất ít thông tin mới về ông được các học giả phương Tây biết đến. Philiphê Bỉnh (Felippe do Rosario), một linh mục Dòng Tên người Việt sống những thập niên cuối cùng của đời mình ở Lisboa, đã cung cấp thêm những thông tin quan trọng về các văn bản của Maiorica. Ngoài chúng ra, không có chi tiết mới nào xuất hiện cho tới giữa thế kỷ 20.
Một dấu mốc quan trọng trong nghiên cứu về Maiorica diễn ra vào năm 1951 khi nhà sử học Dòng Tên Georg Schurhammer đăng một bài viết liên quan tới ba tác gia Kitô giáo thời tiên khởi tại Việt Nam: Maiorica, João Ketlâm (Gioan Thanh Minh) và Felippe do Rosario (Philiphê Bỉnh). Tuy nhiên ông lại không biết rằng có những tác phẩm của Maiorica vẫn còn tồn tại.
Bài khảo cứu của Schurhammer đã truyền cảm hứng cho nhà nghiên cứu Hoàng Xuân Hãn khi đó đang ở châu Âu. Ông đã đọc bài viết này và tình cờ gặp được một bộ văn thư mà ông coi rất có thể là của Maiorica. Công bố này liền gây xôn xao giữa các học giả Việt Nam và vài người đã sao chép những văn bản vừa được tái phát hiện đó để phiên âm ra chữ Quốc ngữ và phổ biến chúng. Trong nửa thế kỷ qua đã có những tiến triển trong việc xác định, bảo tồn, chuyển tự và xuất bản các tác phẩm của Maiorica, từng được cho là đã thất truyền hoàn toàn.

### Chi tiết về các tác phẩm
Maiorica được cho là tác giả chính biên soạn 45 hoặc 48 tác phẩm chữ Nôm. Từ những trao đổi thư tín đương thời của các tu sĩ Dòng Tên và từ chính bản văn, có thể thấy rõ các tác phẩm này được viết với sự cộng tác của các tín hữu người Việt. Hầu hết trong số đó là những người dạy giáo lý được gọi là thầy giảng, họ là những người có chữ nghĩa và thường có địa vị trong cộng đồng trước khi cải sang Kitô giáo. Các tác phẩm của Maiorica có thể chia thành 4 thể loại cơ bản: sách truyện hạnh thánh, phỏng tác kinh thánh, sách giảng thuyết, và sách giáo lý. Nhìn chung đây đều là văn xuôi, ngoại trừ một số phần là kinh cầu nguyện viết theo các thể văn vần. Ông phiên dịch, phóng tác hoặc sáng tác dựa trên nhiều nguồn khác nhau: các văn thư chính thức của Giáo hội (như Kinh thánh Vulgata, Sách lễ Rôma), công trình của các Giáo Phụ, cuốn Tổng luận Thần học của Thánh Tôma Aquinô, tác phẩm của các tu sĩ Dòng Tên, và các sách cùng với truyền khẩu về hạnh thánh.
Hiện nay chỉ còn tìm thấy 15 tác phẩm của Maiorica gồm 4.200 trang, tổng cộng 1.200.000 chữ Nôm, đa số được lưu trữ tại Thư viện Quốc gia Pháp ở Paris.
- Thiên Chúa thánh giáo khải mông 天主聖教啟蒙 (1623[19]) – phỏng theo sách giáo lý tiếng Ý của Thánh Bellarmino
- Ông Thánh I-na-xu truyện 翁聖⾐那樞傳 (1634)
- Các Thánh truyện 各聖傳 (1646)
- Đức Chúa Giê-su 德主支秋 – phỏng theo các sách Phúc Âm
- Thiên Chúa thánh mẫu 天主聖母
- Dọn mình trước chịu Cô-mô-nhong 扽命略召姑模戎
- Thiên Chúa thánh giáo hối tội kinh 天主聖教悔罪經
- Qua-da-giê-si-ma, mùa ăn chay cả 戈椰支差嗎務咹齋奇
- Những điều ngắm trong những ngày lễ trọng quyển chi nhất 仍調吟𥪝各𣈜禮重 卷之一
- Sách gương phúc gương tội (mất) 冊𦎛福𦎛罪
- Kinh đọc sớm tối (mất) 經讀𣌋最

Philipphê Bỉnh cho biết rằng Maiorica cũng tham gia một dự án để dịch các kinh nguyện của thánh lễ sang tiếng Việt.